# 공자 (칭호)
공자(孔子)는 중국의 춘추 전국 시대 각국의 제후, 종실, 공족의 자제를 말한다.

## 동양에서의 공자
공(公)의 아들을 공자라 하고, 공자의 아들은 공손이라고 했다. 사실상, 제후는 왕족과 같고 그 자녀도 왕자라고 불러도 지장은 없지만, 명분상으로는 열국은 주나라 왕의 신하이며, 임금은 주나라 왕 한 사람이기 때문에, 제후는 공을 칭해, 그 자녀는 공자가 되었다. 그러나 초나라에 한해서는 주나라 왕의 권위를 인정하지 않고 역대 군주는 왕이라고 칭했기 때문에 그 자녀는 당연히 왕자였던 것이지만, 주나라의 제후국으로 있던 국가의 문헌에서는 공자라고 기록되어 있다. 전국 시대에 들어 바퀴의 권위가 완전히 실추된 후에는 제후는 차례로 왕을 참칭했지만, 공식적으로 공개적이었기 때문에 그 자녀는 여전히 공자라고 했다. 영어인, 프린스의 번역어 중 하나 등으로도 공자의 말은 사용된다.

## 서양에서의 공자
동양과는 다르게 서양은 왕태자를 제외한 모든 왕자를 공자라 부른다. 영국에서는 찰스 왕세자의 아들인 해리 왕자(웨일스 공자 해리)를 공자라는 칭호로 불리기도 한다. 그리고 월리엄 왕자의 아들인 조지 왕손(케임브리지 공자 조지)도 공자라 불리고 있다. 그외에도 사부아 공자 외젠, 로트링겐 공자 카를 알렉산더, 바텐베르크 공자 루이스, 켄트 공자 마이클, 바텐베르크 공자 하인리히, 헤센카셀 공자 프리드리히 카를, 바텐베르크 공자 모리스 등 여러 공자가 있었다.

## 같이 보기
- 대공
- 공작